# Sé lo que hicisteis...

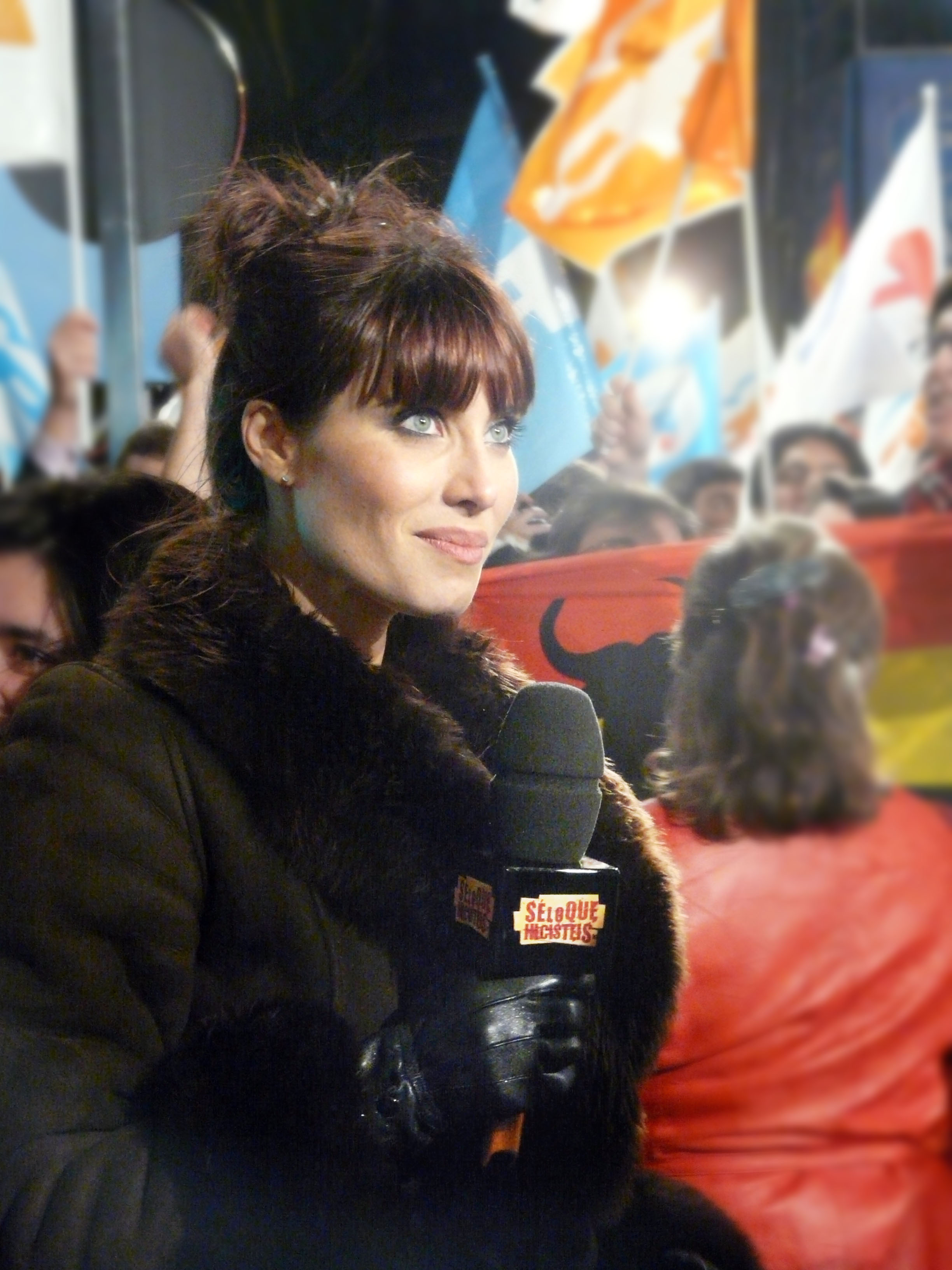
Pilar Rubio durante un reportaje en las elecciones de 2008.

Sé lo que hicisteis... (conocido por su acrónimo SLQH) fue un programa de humor sobre actualidad emitido en la cadena española laSexta. Comenzó sus emisiones semanales el 30 de marzo de 2006 que pasaron a ser diarias de lunes a viernes desde el 9 de abril de 2007. El 20 de mayo de 2011, tras 1010 programas, finalizaron sus emisiones. Cuando su emisión era semanal tenía el nombre Sé lo que hicisteis la última semana, un juego de palabras con el nombre de la película Sé lo que hicisteis el último verano. Tras su paso a emisión diaria el programa acortó su nombre a Sé lo que hicisteis... y se emitió en horario de sobremesa de 15:50h a 17:10h (anteriormente de 15:20 a 17:10).
El programa fue uno de los más premiados del panorama nacional y su repercusión fue muy amplia. Desde finales de 2007 hasta mediados de 2009, SLQH fue el espacio de más éxito de la cadena, excluyendo el deporte, batiendo récords de audiencia. El día 16 de mayo de 2011, la cadena anunció el final del programa tras cinco años en antena, debido a los bajos resultados de audiencia que venía arrastrando desde hacía varios meses. El último programa fue emitido el viernes día 20 de mayo de 2011, aunque más tarde se emitieron reposiciones de programas antiguos en La Sexta 2.
La mayor particularidad del programa radicaba en que el blanco de sus críticas solían ser los presentadores y colaboradores de los programas del corazón en mayor medida que los propios famosos. La actriz cómica especialista en sketches Patricia Conde presentaba el programa con sus colaboradores entre quienes destacaba el humorista Ángel Martín, quien escribía y presentaba una sátira contra los programas del corazón, y que abandonó el programa el 20 de enero de 2011. Otros miembros importantes del equipo eran Miki Nadal, excolaborador de El informal, monologuista de El club de la comedia y especialista en sketches y doblaje, Dani Mateo, periodista y monologuista de Paramount Comedy, Berta Collado, presentadora y periodista, Cristina Pedroche y Paula Prendes, reporteras.
En 2019, se hizo un formato relacionado con el programa para Movistar Plus+ llamado Dar cera, pulir 0.

## Historia del programa

### Comienzos con emisión semanal
Sé lo que hicisteis la última semana comenzó sus emisiones el 30 de marzo de 2006 durante la primera semana de emisiones de laSexta. Su emisión era semanal, los miércoles por la noche, en prime time. Rápidamente se convirtió en uno de los espacios de mayor éxito del nuevo canal, tanto en crítica como en audiencias, llegando a duplicar la media de espectadores de laSexta. Las emisiones se llevaban a cabo en los estudios de Globomedia, productora del programa, situados al noreste de Madrid.

### Paso a emisión diaria
A partir del 9 de abril de 2007 el programa pasó a emitirse diariamente, de lunes a viernes, en la franja de sobremesa. Con una duración inicial de 30-40 minutos posteriormente, tras la buena acogida, se amplió hasta los 60 minutos aproximadamente 10-15 programas antes de acabar la 1.ª temporada. En su nueva versión vespertina el programa modificó ligeramente su estructura y acortó el nombre a Sé lo que hicisteis…
Durante 2007, recibió algunos de los premios más prestigiosos de la televisión española, como un premio especial de la Academia de la Televisión o el Premio Antena de Oro a Patricia Conde como presentadora del programa. El 5 de octubre de 2007 hubo un programa especial para celebrar los 100 programas diarios. En este se emitió un musical que contaba la historia del programa, parodiando escenas muy conocidas de musicales como Grease o El mago de Oz. La audiencia este día rozó el millón de espectadores.
El 5 de noviembre de 2007, el programa fue alargado media hora más, de 15:35 a entre 17:00 y 17:15h. y se incorporaron dos nuevos colaboradores: Dani Mateo y Berta Collado.
Desde enero de 2008, con el comienzo de la tercera temporada, se realizaron cambios importantes como el estreno de un nuevo plató de un tamaño considerablemente mayor, comparado con el anterior. El 25 de julio de 2008 el programa celebró su edición número 300 con un programa recopilatorio, presentado por Pilar Rubio, Alberto Casado, Miki Nadal, Pepe Macías, Rober Bodegas, José Lozano y Mario Díaz. En esta edición Pepe Macías presentó un reportaje sobre un supuesto programa, número 300 000, de Sé lo que hicisteis...

### Primeras prohibiciones
Desde 11 de noviembre de 2008 se deja de emitir contenido de Mediaset España y Prisa Radio.
El 19 de septiembre de 2008 el juzgado n.º 4 de lo Mercantil de Barcelona dictó sentencia en el juicio que Telecinco promovió contra laSexta por uso ilícito de imágenes. En la sentencia se prohibió a la cadena en general y en especial a Sé lo que hicisteis..., El Intermedio y Traffic TV emitir imágenes emitidas o producidas por o para el Grupo Gestevisión Telecinco —actualmente Mediaset España—, englobando los canales Telecinco, La Siete y Factoría de Ficción. Se siguieron emitiendo imágenes de Telecinco en los programas de laSexta hasta el 11 de noviembre de 2008 día en el que se dejaron de emitir imágenes propiedad de la cadena de Fuencarral por decisión voluntaria de la cadena.
Desde noviembre de 2008 Sé lo que hicisteis... dejó de emitir imágenes de Cuatro. En una carta enviada por esta cadena y recibida por el programa les advertía del uso abusivo de sus vídeos y les rogaba no emitirlos sin permiso previo. Así Sé lo que hicisteis... dejó de emitir imágenes de Cuatro, aunque no tenían prohibida su emisión, para evitar demandas como las de Telecinco.
Desde el 19 de enero de 2009 el programa amplió su emisión otros treinta minutos. En su nuevo horario, Sé lo que hicisteis... pasó de durar una hora y media a tener dos horas de duración (de 15:25 a 17:25h). El 8 de junio de 2009 se incorporó una nueva reportera: Cristina Urgel. El 19 de octubre de 2009 el programa empezó a emitirse en formato 16:9 y alta definición reescalada, no nativa, en el canal laSexta HD.
El 12 de noviembre de 2009 Sé lo que hicisteis..., anunció en directo la inesperada noticia de que, a partir de 2010, Pilar Rubio dejaría el programa ser fichada por Telecinco. Al día siguiente se anunció que Cristina Urgel también dejaba el programa en esta ocasión para incorporarse a Cuatro. Ese mismo mes el programa realizó un casting para escoger a una nueva reportera en el que hubo 3 finalistas: Salomé Jiménez, Alba Lago y Cristina Pedroche. La ganadora, Cristina Pedroche, fue nombrada el viernes 8 de enero de 2010 como nueva reportera del programa.
A principios de febrero de 2010 el programa celebró el programa 700 organizando un flashmob abierto al público en el centro comercial La Vaguada (Madrid) donde todos los colaboradores realizaron las coreografías de una canción de Lady Gaga y la sintonía de la cabecera de Miki Nadal. El 8 de febrero se emitió el flashmob en el espacio y, según datos de varias webs, acudieron más de 1000 personas.
El 18 de febrero de 2010 se incorporó Paula Prendes como la nueva y tercera reportera del programa tras la cancelación del programa donde ella trabajaba anteriormente (Periodistas FC).
El 7 de junio de 2010, Ángel Martín dio, al principio de su sección, la noticia en exclusiva de que Antena 3 había prohibido a laSexta en general y a Sé lo que hicisteis... en particular el uso de sus imágenes, sumándose a Telecinco, Cuatro y Telemadrid. Desde ese momento el programa reformuló su contenido para compensar la falta de vídeos de otras cadenas dando más tiempo a sketches, pre-reportajes, inaugurando nuevas secciones y actuaciones de más colaboradores del programa.
Para el programa número 800 laSexta confirmó el fichaje de Ricardo Castella que pasó a ser un nuevo miembro del equipo. Su permanencia fue breve, ya que se incorporó como sustitución durante las vacaciones de verano de Ángel Martín y Miki Nadal. De hecho el lunes 12 de julio el programa pasó a llamarse Sé lo que hicisteis... Verano presentado por Berta Collado y Ricardo Castella. En el programa del 16 de agosto de 2010 se confirmó que el programa se trasladaría a un plató nuevo con la emisión de un vídeo del traslado del plató utilizado hasta entonces para dejar su lugar para la construcción del nuevo estudio.
El lunes 30 de agosto de 2010 comenzó la quinta temporada con la reincorporación de Patricia Conde y Ángel Martín en el nuevo plató. El 26 de agosto un portal de Internet anunció que, tras siete meses en el programa, la reportera Paula Prendes dejaba Sé lo que hicisteis... para copresentar con su pareja Javier Cárdenas Levántate y Cárdenas el magacín matinal de la emisora de radio Europa FM. Una semana después de comenzar en el programa de radio se desvinculó del programa y volvió a Sé lo que hicisteis... tras una oferta de la productora Globomedia para permanecer en el programa y abordar otros proyectos futuros.

### Deja de realizarse la crítica a los vídeos de otras cadenas
Con la nueva temporada el programa sufrió diversos cambios. El más importante fue disminuir considerablemente la emisión y crítica de vídeos de otras cadenas, su sello de distinción durante los anteriores 4 años. En su nueva escaleta se centraron más en la generación de más contenidos propios, sketches, entrevistas y reportajes hasta el punto de emitir únicamente una cantidad pequeña (2 o 3 al día) en el programa.
El 7 de enero de 2011 la productora del programa, Globomedia, anunciaba en su cuenta de Twitter que realizaría un casting para buscar al primer reportero masculino de la historia del programa. La productora y el programa confirmaron que el casting tendría lugar el 18 de enero en el Teatro Calderón de Madrid. Tras el casting el programa dio a conocer a los cinco finalistas del mismo: Rodrigo H. Recio, Jordi Mestre, Alexis Santana, «Jurro» y Jon Postigo, de los cuales sólo uno sería el reportero del programa.
El 17 de enero de 2011, tras diversas promos anunciando que Ángel Martín daría una noticia, este comunicó que abandonaba el programa el 20 de enero después de cinco años alegando, con su habitual sentido del humor, «estar cansado». El día anunciado se colocó un cronómetro en la pantalla que indicaba el tiempo restante para el fin del programa de ese día, y por ende, de la colaboración de Martín en el mismo. Durante el programa se sucedieron despedidas de personajes famosos, del equipo del programa o de personajes creados o imitados por el programa, e incluso una actuación musical de Patricia Conde y Berta Collado. A la hora de finalización del programa Ángel Martín se despidió de su compañera Patricia Conde con un abrazo y diciendo a la gente que vaticinaba el fin del programa con su marcha que si «en serio, no están cansados de equivocarse». Su último sketch fue en los exteriores de Globomedia mientras Patricia iba corriendo tras el diciendo que le diera su ropa, ya que «pertenecía a vestuario».
El 10 de febrero de 2011 Alberto Casado confirmó a través de su cuenta en Twitter que no participaría en la nueva temporada. El 28 de marzo de 2011 Rober Bodegas también confirmó en su cuenta de Twitter que abandonaba el programa. Sus salidas fueron suplidas el 14 de febrero de 2011 con la incorporación de los humoristas Leo Harlem y David Guapo. En esa emisión se anunció la incorporación de Jordi Mestre como el primer reportero masculino del programa.
El 28 de abril de 2011, un día antes de la celebración del programa 1000, Leo Harlem comunicó en directo que abandonaba el programa.

### Cancelación del programa
Tras unos meses en los que la audiencia del programa declinó paulatinamente laSexta anunció el final del programa para el día 16 de mayo de 2011 mediante una nota de prensa. Al llegar dicho día el programa se despidió de su audiencia tras 1010 emisiones. Patricia Conde hizo unas declaraciones en las que aseguraba que «dentro de tres meses nos volveremos a ver en otro programa», dejando abierto el rumor de si se crearía un nuevo programa con el mismo equipo. Después de decir esto se emitió el último sketch de SLQH en el que, tras un cartel que ponía "tres meses después", aparecía Patricia Conde en su casa en pijama, comiendo helado y viendo antiguos vídeos del programa mientras lloraba y se comportaba de forma alienada y errática.
Al terminar el sketch muestra la cortinilla de copyright de LaSexta y su página web, para dar paso a una pequeña secuencia de imágenes mostrando los premios del programa y mostrando un letrero que pone «SLQH: gracias», poniendo fin a seis años de emisión continua.

## Seguimiento, opiniones y polémicas
Desde el inicio de su etapa a diario Sé lo que hicisteis se convirtió en uno de los programas más populares de la televisión de España, aunque también de los más polémicos. El espacio contaba con seguidores y con detractores igual de acérrimos, especialmente desde que se desató el conflicto de laSexta con Telecinco por la utilización de sus imágenes. Por otra parte la mayoría de la gente que está en contra de la telebasura o del mundo del corazón solía ver el programa. Aunque muchos seguidores se quejaban de que desde la falta de vídeos de Telecinco y Cuatro la frescura del programa no era la misma y estaba perdiendo la raíz de sus orígenes. También el continuo alargamiento del programa hizo que muchos seguidores protestaran por su duración, ya que muchos deseaban una duración más breve y parecida a la de sus inicios.
Un seguidor confeso del programa era el presentador Manuel Torreiglesias. Este alababa de forma continua al programa por su «televisión fresca y nueva» mediante sus programas Saber vivir en La 1 y, posteriormente, + Vivir en Intereconomía. Esto llevó a Ángel Martín a proponerle que mandara una mariscada al programa de su parte. El 4 de octubre de 2009 el programa recibió un paquete que resultó ser dicha mariscada. Torreiglesias contactó vía telefónica para mostrar su agradecimiento al programa.
Aunque Sé lo que hicisteis nunca contó con audiencias impresionantes, y jamás superó el 12 % de share, era uno de los programas más conocidos de la televisión de España por su estilo, nunca antes visto en televisión. Su intención de que los televidentes se cuestionaran las técnicas empleadas de los programas del corazón, como la «efectividad» del polígrafo empleado en cadenas como Antena 3 o Telecinco o los "cebos" emitidos en el polémico programa de Telecinco Aquí hay tomate, fueron señas de identidad del programa.
Sé lo que hicisteis... también destacó por responder siempre irónicamente o sarcásticamente a las críticas justas o injustas de presentadores o colaboradores de otros programas de diversas cadenas como Jorge Javier Vázquez, Risto Mejide, María Eugenia Yagüe, Miguel Temprano, María Patiño o Javier Cárdenas. Programas ya desaparecidos, como Está pasando, llegaron a atacar verbalmente a integrantes del programa como Patricia Conde, de la cual insinuaron que era lesbiana, además de insultarla llamándola sosa, hipócrita o maleducada. También este programa cargó contra la reportera Pilar Rubio a la cual varias reporteras de Está pasando llegaron a acosarla mientras realizaba reportajes. Otras polémicas surgieron también cuando Telecinco quiso demandar a Ángel Martín por insultos homófobos, ya que Martín le dijo a Conde en un programa «Que venga el ninja y me dé una estrella ninja para metérsela a Jordi (González) por el culo». En un programa presentado por González, La Noria, se hizo un seguimiento sobre la muerte del futbolista Antonio Puerta con reportajes de cámara oculta e insinuando que el futbolista murió por culpa de una negligencia médica a pesar de no tener pruebas. Finalmente la cadena de Fuencarral decidió no demandar a Ángel Martín.
En septiembre de 2008 Telecinco demandó a laSexta y pidió que cesaran de emitir sus imágenes. El motivo era que la cadena de Fuencarral consideraba desproporcionadas las críticas vertidas por Sé lo que hicisteis... y que, según palabras de su consejero delegado Paolo Vasile, "muchos presentadores de su cadena le protestaban por las críticas que recibían del programa de Patricia Conde y Ángel Martín". A pesar de la demanda interpuesta laSexta continuó emitiendo imágenes de dicha cadena amparándose en la libertad de expresión. Finalmente, tras dos meses de pleitos, laSexta decidió no seguir emitiendo imágenes de Telecinco por propia voluntad esperando que la demanda fuera retirada, pero pocos días después, la sentencia falló a favor de Telecinco. Durante ese periodo Sé lo que hicisteis... fue anunciando los vídeos restantes que emitirían de la cadena rival. El último vídeo emitido fue el primero que emitieron, un vídeo de Aquí hay tomate donde la presentadora Carmen Alcayde adelantaba que, después de una pausa para publicidad, dirían cuántas puñaladas recibió el hermano del exalcalde Julián Muñoz. Pocos días después Cuatro mediante una carta exigía que se cesara de emitir imágenes de su cadena por el uso abusivo de estas, y en caso contrario, demandaría a laSexta, decidiendo esta última cesar de emitir imágenes del canal.
En octubre de 2009 Telecinco volvió a demandar a laSexta, ya que, según esta primera, en Sé lo que hicisteis... se ejercía una competencia desleal al criticar todos los programas del canal rival. Telecinco decidió cursar la demanda tras la entrega diaria de la sección «¿Que está pasando?» del programa de laSexta, en la cual Ángel Martín, Dani Mateo y Miki Nadal, interpretaban un sketch donde Nadal hacía de Paolo Vasile y Martín y Mateo le presentaban un programa para Telecinco llamado «El día de la mierda» donde se acumularían todos los programas de escaso éxito de la cadena. La cadena de Fuencarral ganó la demanda y se obligó a laSexta a pagar 100 000 euros de indemnización, borrar el vídeo alojado en su web y forzó a SLQH y a La Sexta Noticias a la lectura íntegra de la sentencia en un momento de su emisión.
En noviembre de 2009 Risto Mejide en su programa de Telecinco G-20 criticó a Ángel Martín por hacer un artículo en la revista DT donde, supuestamente, ridiculizaba al pueblo de Babia. Martín respondió en el programa que él solo había colaborado con el cómico Ramón Arangüena, donde junto a Dani Mateo y Javier Coronas hicieron una broma de los habitantes de un pueblo ficticio llamado Babia cuyos habitantes estaban compuestos por borrachos, payasos y demás gente curiosa, y es que, según afirmó Martín, Babia no existe como pueblo, sino como comarca. El nombre del pueblo ficticio hacía referencia al dicho estar en Babia. Ramón Arangüena confirmó en un programa diario de Sé lo que hicisteis que Ángel sólo había seguido el hilo de un artículo que Arangüena llevaba escribiendo desde hace mucho tiempo.
El 22 de diciembre de 2009 Telemadrid denunció a laSexta debido al revuelo ocasionado por el caso Hermann Tertsch. La cadena decidió dejar de emitir imágenes del ente público madrileño.
El 7 de junio de 2010 Antena 3 decidió seguir los pasos de Telecinco, Cuatro y Telemadrid y presentaron una denuncia para que laSexta y Sé lo que hicisteis... dejara de emitir sus imágenes.
Cuando se desarrollaron los juicios auspiciados por Telecinco en 2014, antes de la apertura del juicio oral, el juez exigió una fianza a Atresmedia, ya entonces propietaria de laSexta, de seis millones de euros cantidad depositada en el juzgado. En el primer pleito Mediaset reclamaba una declaración de que laSexta vulneró la Ley de Propiedad Intelectual y pedía que reconociera su derecho a una indemnización. El juez dio la razón en distintas instancias y Mediaset inició la vía penal para cuantificarla. Fue entonces cuando presentó una querella en el Juzgado de Instrucción número 43 de Madrid contra los principales directivos de laSexta y el director de Sé lo que hicisteis... por un delito contra la propiedad intelectual.
El marzo de 2014, cinco años después de que comenzara todo el proceso, el juzgado acordó la apertura de juicio oral. Antes de que los exdirectivos de laSexta, varios de los cuales ocupaban altos cargos en Atresmedia, tuvieran que ir a declarar ambos grupos de comunicación alcanzaron un acuerdo que se presentó ante la Audiencia Provincial y el juzgado de instrucción. El 19 de julio de 2014 laSexta llegó a un acuerdo económico a favor de Mediaset abonando 6 millones de euros y finalizando el pleito.

### Crítica a los programas de corazón
El programa también criticó que los programas del corazón hablaran de cualquier noticia, sin contrastar las fuentes, únicamente para rellenar espacio en sus programas. Un ejemplo sucedió en 2007 cuando se creó una página web para apoyar a Isabel Pantoja tras su detención sobre el caso Malaya que se trataba de un cuadro donde se introducía un correo electrónico para obtener una pulsera y mostrar su apoyo a la tonadillera. Basándose en ello Ángel Martín creó una web falsa llamada Todos con Julián donde se llamaba a un ayuno solidario en honor al exalcalde de Marbella. La página fue remitida a numerosos programas y medios que hablaron sobre ella, usándola continuamente en sus programas sin aclarar la procedencia (a pesar de que se les mandó una escueta nota donde figuraban las siglas del programa en forma de acróstico). Finalmente en la página se sustituyó el cuadro del correo electrónico por el logo del programa junto con el texto Gracias a todos por hacernos el programa de hoy dejando en evidencia a los programas de este tipo.
En 2008 el equipo de SLQH creó una web falsa llamada Nos gusta la prensa rosa donde se empezó a reclutar gente para manifestarse delante de los juzgados de Toledo supuestamente para protestar por la demanda de Telma Ortiz (hermana de Letizia Ortiz) contra más de cincuenta medios de comunicación para que estos dejaran de comentar su vida privada. Esta web volvió a llegar a los medios de comunicación quienes mostraron su apoyo a esta plataforma (y llegaron a grabar un vídeo falso hablando con diferentes periodistas del medio). El 13 de mayo, el programa desveló que todo era una farsa para volver a demostrar la poca credibilidad de los programas del corazón. Se desveló en un reportaje en el que Pilar Rubio llevaba a los componentes de la web a los juzgados de Toledo para demostrar su rechazo al juicio, y delante de este, mostraron unas camisetas con el nombre del programa. Hubo medios, como 20 Minutos que cayeron en la broma y la publicaron como si fuera real.

## Audiencias
En su emisión diaria el programa conservó durante bastante tiempo los buenos registros de audiencia que tenía en prime time y se convirtió en «el programa emblema de la cadena» en palabras del consejero delegado de laSexta José Miguel Contreras. El programa habitualmente llegaba incluso a duplicar la audiencia media de laSexta.
Algunas de las emisiones más vistas del programa, que superaron el 9 % de share, fueron el 6 de diciembre de 2007 (1 105 000 espectadores y un 9,1 de share), el 25 de abril de 2008 (9,4 % de cuota de pantalla y 1 103 000 espectadores), el 13 de junio de 2008 (9,5 % de share y 1 156 000 espectadores), el 18 de junio de 2008 (9,7 % y 1 179 000 espectadores) y el 26 de junio de 2008 (9,9 % de cuota de pantalla y 1 180 000 espectadores).
Superaron el 10 % de cuota de pantalla varias emisiones: el 16 de junio de 2008 (10 % de share y 1 299 000 espectadores), el 20 de junio de 2008 (10,5 % y 1 278 000 espectadores), el 25 de agosto de 2008 (10,3 % y 1 146 000 espectadores), el 19 de septiembre de 2008 (10,5 % de share y 1 253 000 espectadores), el 12 de noviembre de 2008 (1 444 000 espectadores y un 11,5 %) y el 19 de junio de 2009 (10,3 % de share y 1 317 000 espectadores).
La emisión más vista correspondió al día 12 de noviembre de 2008, cuando el programa alcanzó su récord de espectadores: 1 444 000 espectadores (11,5 % de share), mientras que la máxima cuota de pantalla fue el 24 de octubre de 2008 con un 11,6 % (1 436 000 espectadores), y batió otro récord el 25 de septiembre con 11,3 % y 1 361 000 espectadores.
Además de esto, el programa se convirtió en uno de los iconos de YouTube, donde figura con más de 18 300 entradas. De hecho Ángel Martín, en el programa número 100, comentó que el usuario CarlesSR colgaba diariamente el programa, dedicándole seguidamente un gag sobre ello.
Durante el verano de 2010 las audiencias del programa estuvieron en horas bajas, muchas veces sin superar siquiera el 5 % de share, compitiendo con el programa Tonterías las justas de Cuatro, que superaba el 7 %, ganando a SLQH prácticamente todos los días. En su siguiente temporada, que se estrenó el 30 de agosto con nuevo plató y cambios en las secciones, las audiencias remontaron hasta rondar el 7 %, llegando incluso a superar a TLJ en varias ocasiones. Este aumento fue más frecuente durante dos de los cinco días de la primera semana tras la vuelta del parón navideño, el 10 de enero de 2011; donde SLQH inició el año superando a TLJ el lunes 10 y el jueves 13.
El viernes 13 de mayo de 2011 Sé lo que hicisteis... alcanzó su mínimo histórico (3,5 % de share y 450 000 espectadores) precipitando el final del programa al viernes siguiente debido a las bajas audiencias. Con motivo de su última semana el programa logró superar durante sus últimas emisiones al programa Tonterías las justas, su principal competidor, llevándole a marcar tres mínimos de temporada seguidos. El viernes 20 de mayo de 2011, último programa, hizo récord de temporada rozando el millón de espectadores (996 000) y un 7,3 % de share, siendo el programa más visto, sólo siendo superado por el de la marcha de Ángel Martín.

## Principales colaboradores y sus secciones

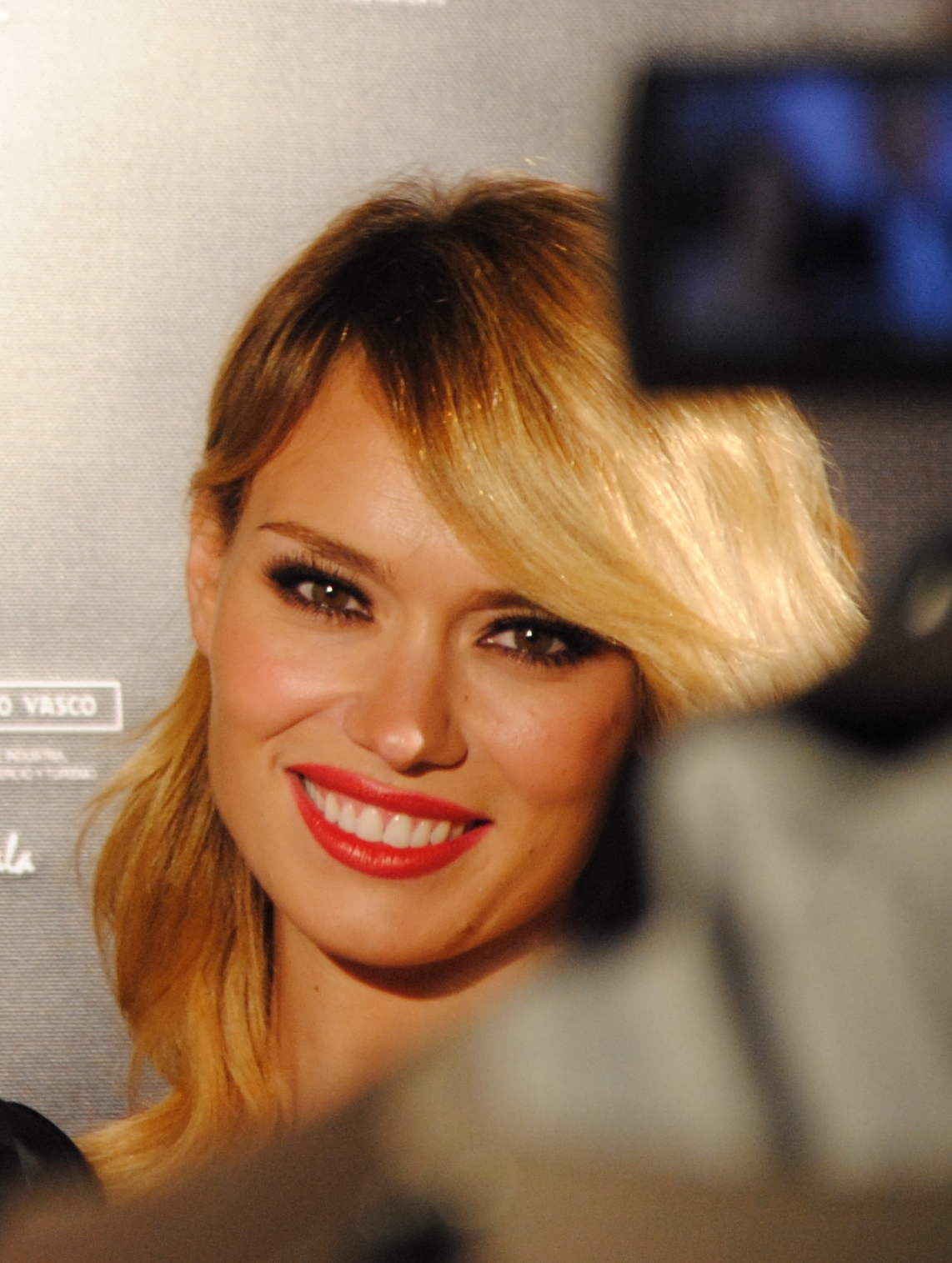
Patricia Conde.

- Patricia Conde: el único momento que Patricia presentaba en solitario el programa era en sus primeros minutos, en los que se dedicaba a repasar la anécdota, noticia o portada de revista más relevante del día. A continuación presentaba a Ángel Martín siempre con la frase: «Ahora vamos con nuestro analista de medios, un hombre tan pequeño, tan pequeño que...», (tras una temporada de presentación con "tan dulce" y luego otra de "tan salado") la cual se completaba con las ideas que los propios espectadores mandaban a través de la web del programa, siempre haciendo alusión a su corta estatura. La canción que sonaba en su entrada al plató y durante toda la duración de su pequeña sección era un remix de la sintonía del programa (anteriormente sonó «Flossing A Dead Horse» de NOFX).

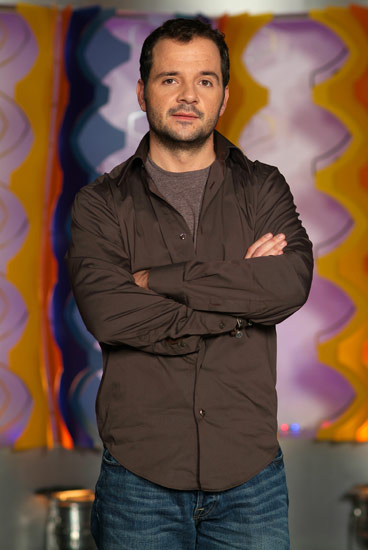
Ángel Martín.

- Ángel Martín: se encargaba de analizar y comentar en un tono crítico los medios de comunicación, ya fueran diarios, revistas, portales de internet o televisión. Se le consideraba copresentador del programa y su sección era la que tenía más duración. En las primeras temporadas mostraba y comentaba imágenes de programas del corazón de manera cínica, sarcástica y divertida, subrayando los aspectos que consideraba más absurdos. Lo único que exasperaba a Martín más que los programas del corazón eran las locuras que constantemente realizaba su «jefa» Patricia Conde, hasta el punto que alguna vez llegó a preguntarse «¿Por qué no le haría caso a mi madre y estudiaría?». Sus muletillas más famosas y repetitivas eran «es muy desconcertante», «en fin...», «¡madre mía!» y «te voy a decir una cosa» (mientras se ponía el dedo índice de su mano derecha en la boca). Además era responsable de su guion y participaba en la elaboración del de sus compañeros. Su personaje en el programa era el de un hombre muy pasota, que normalmente se suele quejar de su trabajo, dice no tener el mínimo interés por lo que habla y, harto de las continuas locuras de su compañera, siempre estaba deseando que acabara el programa para marcharse a su casa. También realizaba el informativo de humor de la sección ¿Qué está pasando? junto a Dani Mateo. En 2010 los viernes su sustituto fue Alberto Casado, ya que Martín trabajaba de lunes a jueves. Su sintonía durante cuatro años fue «Processed Beats» de Kasabian sustituida el último año por «(I Can't Get No) Satisfaction» de The Rolling Stones. El 17 de enero de 2011 Ángel anunció que se marchaba del programa, abandonándolo al jueves siguiente, día 20 del mismo mes.[8][90][91]

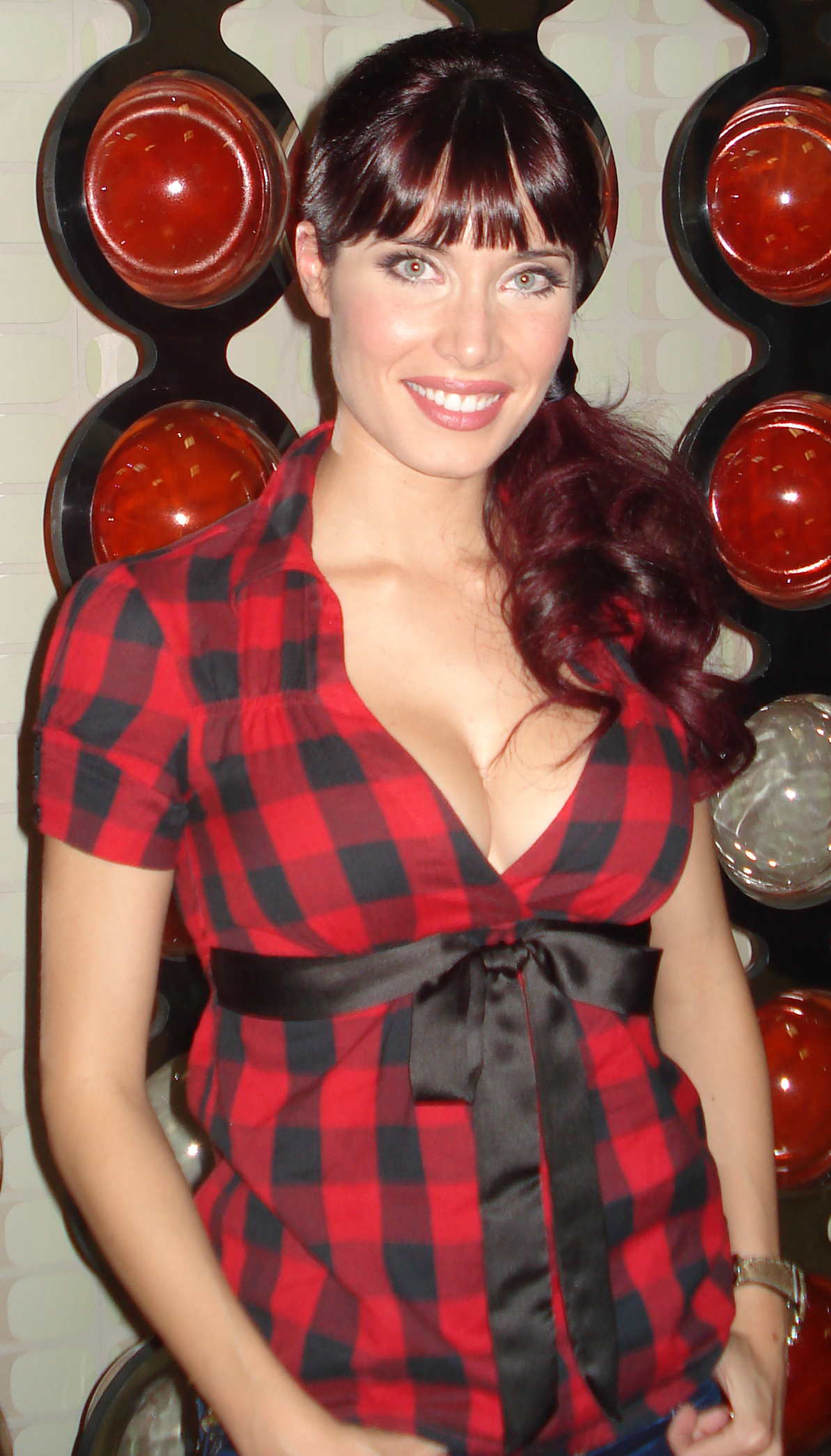
Pilar Rubio.

- Pilar Rubio: reportera del programa se encargaba de obtener declaraciones de los famosos en galas, fiestas y eventos. A menudo solía irrumpir en la sección de Ángel para apoyar a Patricia en alguno de sus disparates, con la consiguiente desesperación de este último. Ángel la apodaba «La ojos de rana». Fue el principal objetivo del «Ay omá, qué rica» de Miki. Para presentar su sección sonaba la canción «Lost Again» de Dance Hall Crashers, aunque la canción de su primera cabecera era «Find My Baby» de Moby. Abandonó el programa el 6 de enero de 2010, con una despedida junto a sus compañeros, tras hacer público el 12 de noviembre de 2009 su fichaje por Telecinco.[20]
- Miki Nadal: encargado de la sección «Soy el que más sale en televisión del mundo» (juego de palabras con el concurso Soy el que más sabe de televisión del mundo), en su sección sacaba imágenes de programas de todo el mundo no relacionados con el mundo del corazón. El personaje de Miki era el de un tipo rústico, permanentemente en celo, que cuando veía a una mujer guapa, gritaba la frase «¡Ay omá, qué rica!». También era el encargado de poner voces a los vídeos, junto a Mónica Chaparro, y era el principal actor en los sketches cómicos del programa donde se hicieron célebres sus imitaciones de Jesús Mariñas, Karmele Marchante, Jaime Peñafiel, Pocholo Martínez-Bordiú, Tom Cruise o Pedro Almodóvar. También creó personajes como Bill Spencer que apareció en el Curso para reporteros. Uno de sus últimos personajes, el Señor Que Huele A Vino, que aparecía en la sección «Desmontando a Paquirrín» tuvo un aceptable éxito y se convirtió en un personaje recurrente. Anteriormente se encargó también de «El famoso español más famoso de la historia», un concurso que se emitía los martes y los viernes. Para hacer el cambio de secciones del programa Micky Nadal solía echar a «gorrazos» a Ángel Martín, ante su tendencia a acaparar todo el programa, y luego estuvo algunos programas tratándole bien y haciéndole regalos hasta, finalmente, ignorarse mutuamente. Cuando entraba en plató sonaba la canción «Your First Time» de Meu. Después, en su cabecera y al entrar en plató sonaba la canción «Mickey», de Toni Basil. Al abandonar Ángel Martín el programa se hizo cargo de su sección, en detrimento de Alberto Casado, y el 30 de marzo de 2011 fue sustituido por Dani Mateo. Al igual de Patricia Conde permaneció desde el principio hasta el final del programa.
- Dani Mateo: comentaba las noticias de actualidad relacionadas con la política y el deporte con el toque de humor característico del programa. Patricia Conde lo solía tratar muy mal, llamándolo el «enchufado», o el «avioncitos», y cuando el Barça (equipo del que es seguidor) perdía se reía de él recordándoselo una y otra vez. Su sección la solía hacer sentado delante del croma, en una redacción ficticia, durante la cual la pantalla quedaba de vez en cuando dividida para ver lo que hacían Patricia y el colaborador que estuviera sentado a su lado en ese momento. Dado que el orden de las secciones no era fijo, con el nuevo plató del 2008, se sentaba en la mesa principal y posteriormente hacía la sección «¿Qué Está Pasando?» primero con Ángel Martín, en el verano junto a Ricardo Castella y, en su última etapa, junto a Leo Harlem. Cuando Dani Mateo aparecía en el plató sonaba la canción «Na Na Na Na Naa» de los Kaiser Chiefs. En la cuarta temporada del programa cambiaron la cabecera, en la cual sonaba el tema de «Spiderman» de Michael Bublé, inspirado en el «Sing Sing Sing» de Benny Goodman. Desde el 30 de marzo de 2011 sustituyó a Miki Nadal quien, a su vez, sustituyó a Ángel Martín como copresentador del programa y en el papel de analista de medios.

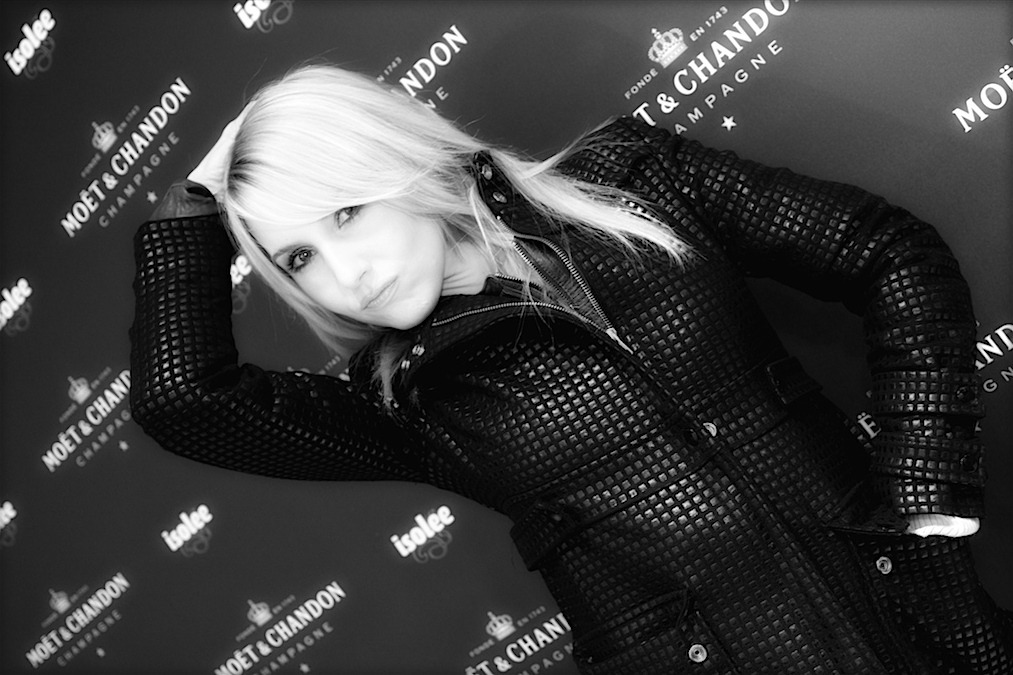
Berta Collado.

- Berta Collado: Berta cubría acontecimientos políticos y deportivos, pero posteriormente pasó a cubrir cualquier tipo de evento. Su aparición al principio era más esporádica que la de Pilar Rubio, aunque en el verano, debido a las sustituciones, empezó a tener un rol más protagónico. En el verano de 2009 realizó las secciones de Dani Mateo y Miki Nadal cuando ellos se fueron de vacaciones. Tras la marcha de Pilar Rubio a Telecinco Berta intercaló sus reportajes con Cristina Pedroche y Paula Prendes. Anteriormente tenía una sección propia en la que hablaba sobre las últimas noticias de los famosos. En la última temporada del programa realizaba una sección, llamada «Yo te promociono», en la que entrevista a famosos a cambio de que éstos se promocionen, y «¿Qué te perdiste en La Sexta?», en el que repasaba los contenidos de la cadena del día anterior. Su sintonía al entrar a plató y la de su cabecera es «These Boots Are Made for Walkin'» de Nancy Sinatra y anteriormente «The Dirty Boogie», de The Brian Setzer Orchestra y «Future Sex» de Mendetz.
- Cristina Pedroche: se convirtió en reportera tras superar un casting de selección convocado tras la marcha de Pilar Rubio a Telecinco. El 8 de enero de 2010 se desveló el nombre de la nueva reportera entre las candidatas finalistas Salomé Jiménez, Alba Lago y Cristina Pedroche.[24] Hizo su primer reportaje, una venganza hacia Telecinco y Cuatro, el 11 de enero. Cristina se encargó de obtener declaraciones de los famosos en galas, fiestas y eventos. Es la más joven del programa, ya que tenía 21 años cuando entró. Además de los reportajes también se encargó de la sección "Cris en la red", donde hablaba sobre lo que era tendencia en Twitter o Facebook. Su sintonía al entrar a plató era «Other lips, other kisses» de We Are Standard.
- Paula Prendes: Reportera del programa desde el 18 de febrero de 2010 Paula se encargaba de cubrir los eventos más importantes de la vida social, política, deportiva o cultural. Se convirtió en reportera de SLQH tras la cancelación del programa Periodistas FC donde hasta entonces colaboraba con Dani Mateo y Ricardo Castella. Durante las vacaciones de Berta Collado de 2010, cubrió su sección y compaginaba los reportajes. La personalidad de su personaje era la de una chica un poco infantil y nada seria. Tras siete meses en el programa dejó su plaza para copresentar Levántate y Cárdenas el magacín matinal de la emisora de radio Europa FM.[30][31] Una semana después de dejar el programa Prendes dejó la radio y volvió a Sé lo que hicisteis... tras una oferta de Globomedia para permanecer en el programa y abordar otros proyectos futuros de la productora.[92] Su sintonía al entrar a plató era «Ooh» de Scissor Sisters.
- Alberto Casado: apareció en el programa realizando una miniserie de sketchs, junto a José Lozano y Mario Díaz, llamada «Paparazzi». Los tres eran también guionistas del programa. Durante julio de 2008 y en verano de 2009 Casado sustituyó a Ángel Martín como analista de medios y, posteriormente, también lo sustituyó los viernes. Se encargaba de la sección «Auto-crítica» donde comentaba, en clave de humor, los fallos que habían tenido lugar durante la semana en el propio programa. Realizó también una sección de participación con los telespectadores, a través de la web del programa, lanzando preguntas a los telespectadores diariamente y analizando sus respuestas en el siguiente programa. En 2010 hizo la sección «De lo que Ángel se cansó», los viernes la sección de Ángel Martín. En verano de 2010 se encargó (al principio) de la sección de Ángel Martín, que compartió con Ricardo Castella, hasta que Castella definitivamente la realizó el resto del verano. En 2011 perdió su puesto de copresentador, en favor de Miki Nadal, y la sección de «De lo que Ángel se cansó» dejó de realizarse, fue entonces cuando solo aparecía en sketches. Finalmente Alberto confirmó a través de su Twitter, el 10 de febrero de 2011, que abandonaba el programa al día siguiente.[93] Su sintonía era «Teddy Picker» de los Arctic Monkeys.
- Pepe Macías: fue guionista habitual del programa, papel que combinaba con el de colaborador una vez a la semana y algunos días especiales. Hacía mini-documentales de la vida de cualquier famoso y, cuando el programa era semanal, se encargaba los miércoles de la sección «Regreso al pasado», inspirada en la película Regreso al futuro, donde repasaba todo sobre el mundo del corazón (portadas de revistas, famosos), la música y la televisión de un año en concreto. Cada semana hacía el reportaje del año siguiente al de la anterior siguiendo un orden cronológico. Siempre salía vestido de negro y con tirantes grises. En el verano de 2008 salió, como suplente en el croma, realizando una sección que analizaba las noticias extranjeras del corazón. A la vuelta de vacaciones del 2008, Pepe dejó de aparecer sin previo aviso en el programa, tanto como colaborador como en su faceta de guionista, al parecer debido a la falta de tiempo para su sección. Después de dejar el programa apareció ocasionalmente mediante llamadas telefónicas y, en 2010, hizo una pequeña aparición en directo para recoger dinero por emitir un video suyo. Sus últimas apariciones fueron en enero de 2011 como «El Fantasma de las temporadas futuras» en la que se le aparecía a Ángel Martín y le mostraba como iba a ser su futuro tras dejar el espacio y en el último programa.

Todos los colaboradores participaban en los gags y sketchs que se intercalaban a lo largo del programa, muchos de ellos hechos en directo en croma.

### Otros colaboradores
En el programa también participaron colaboradores que no llegaron a tener tanta repercusión como los anteriormente mencionados:
- Teresa Bueyes: Intervino cuando Sé lo que hicisteis era un programa semanal y laSexta debutaba en pantalla. La abogada Teresa Bueyes se encargaba de explicarle a Patricia Conde la situación jurídica de algunos famosos como Paquirrín o David Beckham. Tras solo un par de intervenciones no volvió a salir más.
- José Lozano Rey: Tras el corto de «Suplentes», junto a Alberto Casado y Mario Díaz, fue fichado por el programa interpretando al fotógrafo de los «Paparazzi» siendo el más inocentón de los tres. Solía aparecer en la sección del foro junto a Mario, para formular la pregunta antes que Alberto, o para contar e interpretar un chiste malo junto a Mario. También participaba en la mini-sección de «Reporteros» de Ángel parodiando las canciones de distintos cantantes o series infantiles míticas con una letra sobre los reporteros. En el verano del 2009 sustituyó a Alberto en la sección del foro cuando este tuvo que realizar la de Ángel. Anteriormente solía aparecer en el interior de una bola de plástico gigante, lo que le calificó el apodo «Ballman».
- Mario Díaz: Al igual que Alberto Casado y José Lozano fue fichado por el programa gracias al corto de «Suplentes». Su rol era el cámara andaluz de la miniserie «Paparazzi». Aparecía en muchas ocasiones en la sección del foro en compañía de José, para decir la pregunta antes que Alberto, o siendo junto con José los reyes de los chistes malos. En el verano del 2009 sustituyó a Alberto en la sección del foro cuando este tuvo que realizar la de Ángel. En el programa interpretaba el papel de colaborador glotón, ya que siempre aparecía con un bocadillo o porque cuando desaparecía la comida había sido gracias a él, y también del más vago del equipo. Todo ello en tono de humor.
- David Guapo: David Guapo se incorporó junto a Leo Harlem el 14 de febrero de 2011. Su papel en el programa era analizar los estrenos de cine y las novedades musicales. Su sección iba casi al final del programa y, entre otras cosas, a veces hablaba con el público del programa o tocaba música en directo. Su sintonía al entrar a plató era «Jump» de Kris Kross.
- Paquirrín: para celebrar el programa 500 Ángel Martín y Dani Mateo decidieron hacer un fichaje estrella. Según la web Vertele habría cuatro candidatos: Paquirrín, Mercedes Milá, Belén Esteban y Borja Thyssen. El 29 de abril se descubrió que el nuevo «colaborador» sería Paquirrín, al cual Ángel y Dani le enseñarían a hacer un monólogo sobre su propia vida, al estilo del programa El Club de la Comedia. Desde principios de mayo hasta finales de junio Ángel y Dani estuvieron con él, con el objetivo de eliminarlo de la prensa del corazón y convertirlo en una estrella de los monólogos, aunque Kiko se lo tomaba con vagancia o incluso con pasotismo. Con el tiempo se fue responsabilizando más de su tarea y el domingo 19 de julio interpretó, con ayuda de Ángel y Dani, el monólogo que llevaba tanto tiempo ensayando.[94]
- Cristina Urgel: Era la tercera reportera del programa. Se encargaba de obtener declaraciones de los famosos igual que Pilar y Berta. Los guionistas vieron a Cristina como una parodia de Annie Wilkes, de Misery y se autodefinía a sí misma como una «zorra». Metódica y refinada, utilizaba a Ángel para que le sirviera cosas o que le hiciera algún trabajo, pero también para desesperar a Patricia, pues a esta no le gustaba que Ángel le hiciera más caso a Cristina que a ella. Al principio se creía que Patricia y Cristina se odiaban, pero, posteriormente, ambas reconocieron que eran amigas mucho antes de su incorporación al programa y que de hecho Patricia fingió que la odiaba porque ella era la que había conseguido que contrataran a Cristina. De este modo, Patricia confesó que «Así, si hacíamos que nos llevábamos mal, no cantaba tanto que Cristina estaba aquí por enchufe». Abandonó el programa tras su fichaje por Cuatro para el programa Vaya tropa presentado por Arturo Valls.[21] Apenas estuvo 3 meses en el programa.
- Ricardo Castella: Fichó durante el verano de 2010 y se encargó de la sección principal de analista de medios que compartía diariamente con Alberto Casado. En el programa tomó un rol de «asesino», ya que trata por todos los medios matar a sus compañeros, empezando con Ángel al incorporarse Ricardo al programa. En la nueva temporada siguió en el programa, pero solo trabajando los viernes sustituyendo a Ángel en el «¿Qué Está Pasando?». Anteriormente hizo también la sección de Miki hasta que este volvió de sus vacaciones. Como su permanencia era solo de sustitución tras volver Miki de sus vacaciones abandonó definitivamente el programa.

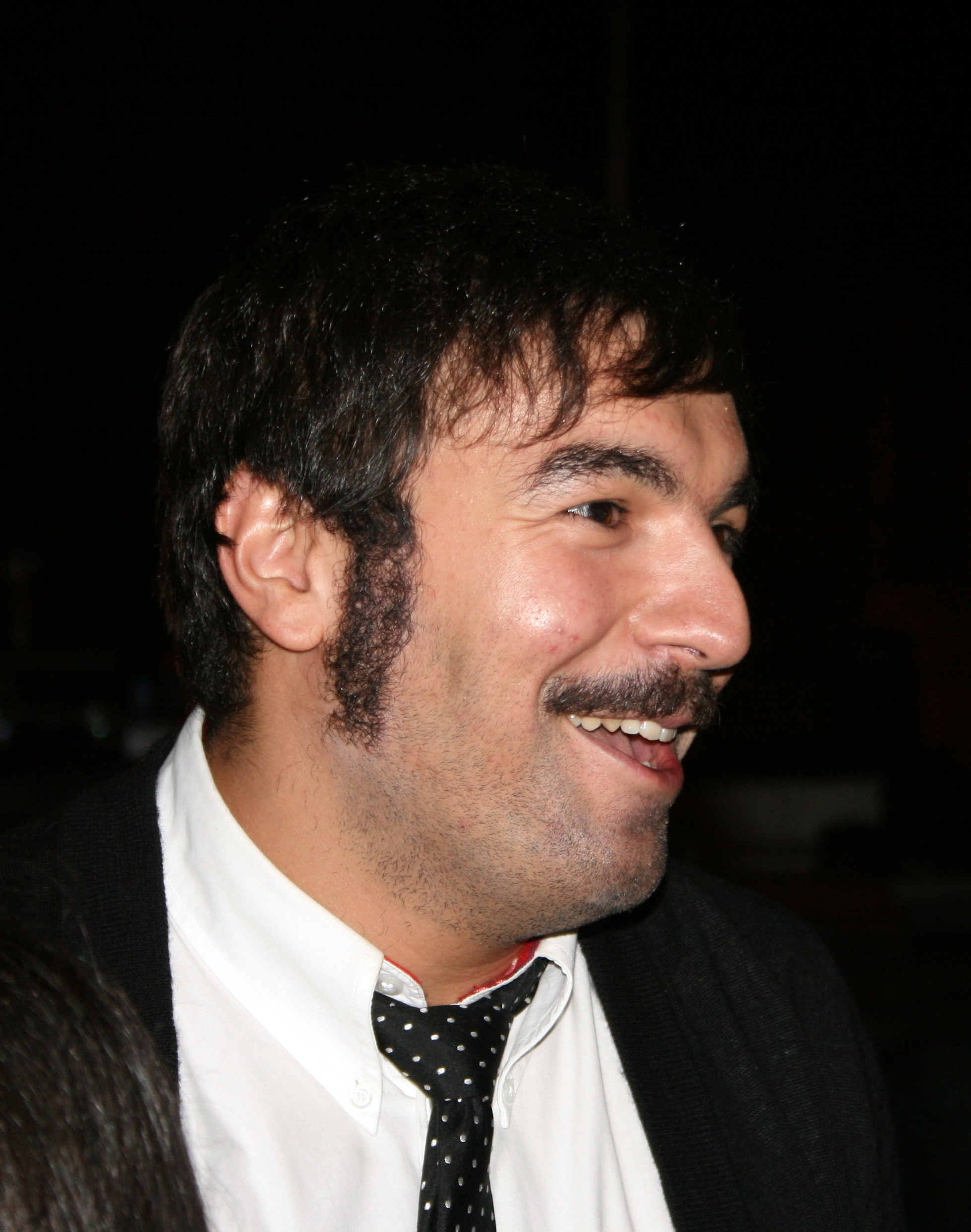
Rober Bodegas.

- Rober Bodegas: Tras ganar el concurso de TVE El rey de la comedia,[95] fichó para el programa[96] este gallego. A partir del 1 de julio se incorporó analizando pequeños detalles que se escapaban sobre programas televisivos además de comentar páginas web de famosos. Anteriormente aparecía los viernes al final del programa realizando un monólogo en el Seloque pub un bar ficticio donde se reunían todos los colaboradores del programa. Rober interpretaba a un chico tímido, simpático y sin malicia algo de lo que se aprovechaban el resto de colaboradores para vacilarle. Rober solía analizar momentos vergonzosos o graciosos que ocurrieron en el pasado en la televisión española. En la última temporada, aunque seguía siendo guionista y aparecía en algunos sketches, no tenía sección propia y tampoco aparecía en la cabecera del programa. La sintonía de su sección era «Here Comes Your Man» de The Pixies. El 18 de marzo de 2011 comunicó en su Twitter que abandonaba el programa.[44]
- Leo Harlem: Leo Harlem comenzó a trabajar en Sé lo que hicisteis... el lunes 14 de febrero de 2011 como Defensor del Mayor. Una sección que saltaba en pantalla en mitad de las demás y en la que Leo se quejaba y explicaba a los espectadores las dificultades a las que se enfrentan las personas mayores ante el revolucionario siglo XXI. También presentaba junto a Dani Mateo la sección  «¿Qué está pasando?». Posteriormente apareció con su propia sección al principio del programa en un croma, pero poco a poco fue perdiendo protagonismo: primero sentado entre el público, después de pie delante del público y posteriormente al final del programa junto a Berta. La sección «¿Qué está pasando?», en la que también aparecía, dejó de hacerse cuando Dani Mateo empezó a ser copresentador. Se despidió del programa el 28 de abril de 2011 con un vídeo en el que repasaba lo mejor de los excolaboradores.
- Jordi Mestre: Jordi Mestre fue el primer reportero masculino de la historia de SLQH y fue elegido a través de un masivo casting realizado en el Teatro Calderón de Madrid el 18 de enero de 2011. El 14 de febrero de ese mismo año se confirmó su entrada como nuevo reportero del programa, aunque su participación no fue muy extensa debido a la finalización de SLQH en mayo de 2011.

## Prohibiciones
- Telecinco: Desde el 11 de noviembre de 2008 no se emitieron imágenes de la cadena, debido a una denuncia.[16]
- Cuatro: Desde diciembre de 2008 no se emitieron imágenes de la cadena, por decisión propia, bajo advertencias.[18]
- Telemadrid: Desde el 17 de diciembre de 2009 no se emitieron imágenes de la cadena, previa denuncia del medio, debido al caso Hermann Tertsch.[59]
- Antena 3: Desde el 7 de junio de 2010 no se emitieron imágenes de la cadena, por decisión propia, debido a una carta enviada por la misma.[27]

## Críticas vertidas hacia el programa
- Jorge Javier Vázquez: «Me pillaron una vez borracho, pero yo trabajo en una productora, en la que los trabajadores no aportan su dinero para comprar la mejor cocaína, trabajo en una productora en la que los jefes no proporcionan cocaína a sus trabajadores para que trabajen mejor, y trabajo en una productora cuyos jefes pueden decir que nunca, por el efecto de la cocaína han intentado abusar sexualmente de una compañera, y ahora lo ponéis».[97]
- Risto Mejide: «Me dijeron, atención porque es difícil de entender, me llamaron Evaristo. Aunque yo me llamo Risto, pero si quieren yo me llamo Manuela. Y ojo, porque ellos lo hacen así a pelo, sin guion, y las risas no son enlatadas, quiero decir que todos los días ahí hay gente riéndose. Así que ya saben, que me dejen en paz y se centren en gente que esté a su nivel, es decir, el Tomate o A 3 bandas, eso que les gusta tanto a ellos. Y ahora por favor realizador ponme el vídeo, ¿ah?, ¿que no hay vídeo?, se me había olvidado que en este programa no reciclamos basura de los demás».[98] Sin embargo, cuando se supo de la cancelación del programa Mejide escribió en su Twitter "Yo sí Sé lo que Hicisteis. Pupita de la buena y necesaria"[99]
- Ramoncín: «Luego están los progres que hacen corazón, pero lo disfrazan de progre. Es decir, ese programa del mediodía de La Sexta (Sé lo que hicisteis...) en que dicen lo mismo, pero se ríen. Es «El Tomate» de los progres. Es lo mismo se meten con la gente, me parece repugnante. Lo malo es que este programa lo ven chicos jóvenes que se piensan que eso es lo suyo, insultar a la gente. Eso se ve reflejado en la calle».[100]
- Juanjo Puigcorbé: La reportera Paula Prendes le preguntó acerca de un hipotético telefilme sobre Froilán (en alusión a la muy criticada miniserie Felipe y Letizia, en la que Puigcorbé interpretaba a Juan Carlos I) a lo que él le respondió: «De todas maneras, lo de Froilán creo que sí que lo voy a hacer. Espero que vuestra cadena se haya hundido para esa época.» Ante la sorpresa de la reportera, Puigcorbé explicó sus palabras: «Porque sois lo que no existe. Sois lo peor. Os dedicais, y vuestro programa especialmente, a destrozar a la gente. No teneis derecho a hacer lo que estais haciendo. Y tendréis vuestro castigo».[101]

## Estructura del programa
Patricia Conde era la presentadora del programa siempre presente acompañando a los diversos colaboradores. Patricia interpretaba el papel de una mujer tonta e inocente, pero con ciertos desajustes mentales. Por ejemplo encuentra normal hablar con muñecos, enseñar las bragas o dar un botellazo a su compañero Ángel porque «El señor de La Sexta me ha dicho que metamos violencia o sexo, ya que hace subir la audiencia. Y como tú no me gustas... Confía en mí». En ocasiones Patricia contaba anécdotas, por ejemplo sobre un vecino suyo que siempre intenta ver a Patricia desnuda, pero ella no se percataba de su malicia y lo calificaba como un viejecito inocente. Patricia solía presentar en primer lugar la sección de Ángel Martín, hasta la retirada del mismo en enero de 2011.
Miki Nadal, Dani Mateo, Berta Collado y David Guapo eran colaboradores que aparecían todos los días, frente a Cristina Pedroche, Paula Prendes y Jordi Mestre que aparecían de forma regular, pero no diaria. También Mario Díaz y José Lozano Rey aparecían en varios sketches y en distintas ocasiones.
Ángel Martín era el primer colaborador en aparecer en pantalla siendo su sección la más larga. Tras su marcha Dani Mateo pasó a ser el primer colaborador. Los reportajes de Cristina, Paula y Jordi solían intercalarse (al igual que el resto de secciones) en medio de su sección. A continuación Patricia daba paso a 'La Chica de laSexta', es decir, Berta Collado. Berta se encargaba de presentar su sección '¿Qué te perdiste en laSexta?' donde repasaba la programación y la actualidad de la cadena. Luego la sección de Miki Nadal donde se repasaban vídeos curiosos provenientes de YouTube o de programas de otras televisiones del mundo. Una vez terminada la sección entraba en plató David Guapo para presentar su sección de actualidad musical y cinematográfica. Aparte, esporádicamente, aparecían en pantalla Gonzalo (regidor), Tino (sampler) y Hortensia (entre otros) para dar juego con algún comentario.
Además de los rostros familiares de cada día, también eran muy conocidos los famosos «Chicos de la Cueva» según la presentación Ángel o Patricia: un grupo de personas «caníbales», «prehistóricos», «agresivos» y con pocas actitudes humanas, a los que «dan de comer por el rabillo de la puerta» o «tirándoles un filete que se disputan» y con cuidado «por riesgo de fuga, dado su estado mental». Eran los encargados de ver y montar los videos con los programas de todas las cadenas para los contenidos de las secciones. En realidad era una forma cómica de referirse a los encargados de los vídeos recopilatorios que se convirtieron en icono característico del programa en sus primeras temporadas.

### Miembros del equipo
Junto al elenco de Sé lo que hicisteis... solían aparecer en pantalla miembros del equipo técnico que, aunque no tenían la función de intervenir en el programa, lo hacían para hacer alguna broma o algún sketch:
- Gonzalo Aragón (regidor): Gonzalo fue el miembro del equipo que más apareció en pantalla sin ser un presentador o un colaborador. Solía hacerlo para reñir a los colaboradores, dirigir al público o para interpretar algún personaje famoso como Jorge Javier Vázquez, reconocible por su disfraz de bote de mermelada.
- Tino Vega (sampler): encargado de poner las músicas y los efectos de sonido, solía aparecer en sketches o haciendo alguna broma desde su teclado, como confundirse al lanzar un sonido o prolongarlo más de lo deseado. Siempre acababa sus intervenciones con la coletilla "A vosotros siempre".
- Hortensia (espectadora/colaboradora): no formaba parte del equipo de Sé lo que hicisteis..., pero Hortensia era una de las componentes del equipo de limpieza de Globomedia que complementaba su labor como público profesional del programa, situación que también sucedía con otros integrantes del equipo de limpieza o asistentes de la productora. Ocasionalmente intervino en algunos sketches o era mencionada por los colaboradores.
- David Martínez (realizador): realizador de Sé lo que hicisteis.... durante una larga etapa, Ángel Martín solía quejarse de su torpeza a la hora de poner los vídeos y siempre decía «¿Cómo se llama nuestro realizador?... bah, a quien le importa». Cuando Patricia Conde dio a conocer la marcha de Martínez del programa, obligó a este y a Ángel a darse un abrazo en directo y a pedirse disculpas mutuamente, aunque ambos oponían bastante resistencia.
- Cristina Escudero (realizadora): sustituyó a David en las labores de realización. Conocida por su apodo ("Chispi") Ángel Martín se solía quejar cuando surgía algún problema con la siguiente frase «¿Chispi?, ¡cómo se va a llamar así nuestra realizadora si eso es nombre de perro!». Apareció dos veces en pantalla, de forma fugaz.
- Mario (maquillador): uno de los maquilladores del programa, solía salir esporádicamente, cuando Patricia Conde se aburría de la sección de Ángel Martín y pedía que le arreglaran el pelo. Apareció en pantalla cuando la revista de corazón Cuore anunció erróneamente que él y Patricia estaban saliendo juntos y, para reírse de esa noticia, hicieron un pequeño sketch.
- Mónica Chaparro (dobladora): dobladoras del programa para los montajes se la mencionó varias veces. Apareció en pantalla en el vídeo promocional de Sé lo que hicisteis... de verano de 2008 y en un sketch sobre Belén Esteban ("Documentos Pili") en octubre de 2009 y en enero de 2010. Se la consideró la dobladora oficial del programa para Belén Esteban, Esperanza Aguirre o Amy Winehouse entre otros personajes.
- Irene (reportera): además de las reporteras y reportero oficial del programa también existía una reportera adicional, Irene, que entrevistaba a diferentes personas de las calles para comprobar si las encuestas de la tele/revistas son ciertas o falsas y después sacarlo en la sección Habla Pueblo Habla. Su rostro se divulgó el 7 de abril de 2010, fecha de su despedida del programa, después de haber creado un grupo en Facebook imaginándose como sería.

## Secciones y personajes
El programa disponía de gran cantidad de secciones que se hacían dependiendo del día y del colaborador que estuviera presentando. Todas ellas se explican y describen en el anexo superior. Dicho anexo también incluye todos los personajes que fueron creados en el espacio o personajes populares de España o de cualquier parte del mundo que fueron imitados por colaboradores.

## Temporadas
| Sé lo que hicisteis... |         |                       |                                        |
| Temporada              | Tipo    | Fechas                | N.º de programas                       |
| 1                      | Semanal | 29/03/2006-03/04/2007 | 49                                     |
| 2                      | Diario  | 09/04/2007-13/07/2007 | 70                                     |
| 3                      | Diario  | 27/08/2007-21/12/2007 | 85                                     |
| 4                      | Diario  | 07/01/2008-12/09/2008 | 180                                    |
| 5                      | Diario  | 15/09/2008-28/08/2009 | 200                                    |
| 6                      | Diario  | 31/08/2009-27/08/2010 | 260                                    |
| 7                      | Diario  | 30/08/2010-20/05/2011 | 166                                    |
| 1-7                    | 1-7     | 30/03/2006-20/05/2011 | 1010 (diarios) + 51 (semanales) = 1061 |

## Programas especiales
- «Sé lo que hicisteis el último año» (31/12/06-01/01/07): especial Nochevieja en el que repasó todo el año 2006. También incluyó las campanadas 2006-2007.
- «Sé lo que hicisteis la última semana» (Especial) (03/04/07): especial del último programa semanal con recopilaciones de lo mejor emitido hasta entonces.
- «Sé lo que... mentisteis»: especial emitido un sábado en prime-time, descubriendo las mentiras del corazón.
- «Sé lo que hicisteis... en 2007» (31/12/07-01/01/08): especial Nochevieja en el que repasó todo lo ocurrido en 2007 en el mundo de los famosos. También incluyó las campanadas 2007-2008 que no fueron emitidas en directo, sino grabadas desde el Parque Warner Bros (Madrid). Con este programa especial despidieron la 3.ª temporada y el antiguo plató que utilizaron durante las primeras 3 temporadas.
- «Sé lo que hicisteis... especial programa 500» (01/05/09): programa especial que se emitió el 1 de mayo de 2009, con motivo de su programa 500.
- «Sé lo que hicisteis... programa 600» (21/09/09): al inicio del programa salían todos los presentadores y colaboradores (menos Pilar Rubio, al estar de vacaciones) de un Seat 600.
- «Sé lo que hicisteis... programa 700» (08/02/10): para celebrar el programa 700, el equipo del programa realizó un flashmob el viernes 6 de febrero en el Centro Comercial La Vaguada (Madrid) en el que todo el equipo del programa realizó una coreografía grupal bailando «Bad Romance» de Lady Gaga, la sintonía de la cabecera de Miki Nadal y un mambo ante más de un millar de personas.
- «Sé lo que hicisteis... programa 800» (28/06/10): en este programa especial Patricia y Miki parodiaron el videoclip de la canción «Tik Tok» de Kesha. Además Ricardo Castella se incorporó como colaborador habitual. Al final del programa todos los colaboradores hablaron sobre lo que ha significado para ellos el programa desde que comenzó y se emitieron varios vídeos recopilatorios.
- «Sé lo que hicisteis...programa 900» (18/11/2010): en este programa el equipo al completo de SLQH parodió el videoclip de la canción «Club Can't Handle Me» de Flo Rida y David Guetta.
- «Sé lo que hicisteis... programa 1000»: se emitió el 29 de abril de 2011 desde la playa de un hotel en la playa de Benicasim. En el mismo Patricia y Miki cumplieron su promesa de tirarse en paracaídas, versionaron temas como «Fuck You!» de Cee Lo Green y «America» del musical West Side Story. Además también incluyeron un lipdub con varios personajes del panorama televisivo español.[102]
- «Sé lo que hicisteis... Los últimos 10 años»: se emitió el 30 de diciembre de 2021 como programa especial dentro de Feliz Año Neox con varios de los colaboradores principales del programa original, donde se repasaron importantes momentos del programa.

## Premios
| Premio                                                                  | Categoría                                                  | Premiado(s)                          | Año  |
| Premios Décimo Aniversario ATV                                          | Premio a la contra                                         | Sé lo que hicisteis la última semana | 2006 |
| Premios Men's Health 2007                                               | Hombre del año (Revista Men's Health - Sección televisión) | Ángel Martín                         | 2007 |
| Ja Ja Festival 2007                                                     | Cómico del año                                             | Ángel Martín                         | 2007 |
| Premios Antena de Oro 2006                                              | Mejor presentadora                                         | Patricia Conde                       | 2007 |
| Premios ATV 2006                                                        | Mejor programa de entretenimiento                          | Sé lo que hicisteis la última semana | 2007 |
| Premios ATV 2006                                                        | Mejor presentador de programa de entretenimiento           | Patricia Conde y Ángel Martín        | 2007 |
| Premio Joven 2007                                                       | Mejor reportera de televisión                              | Pilar Rubio                          | 2007 |
| Premios Elegance 2008                                                   | Premio Elegance (Revista Elegance)                         | Sé lo que hicisteis...               | 2008 |
| Premios TP de Oro 2007                                                  | Mejor programa de espectáculo y entretenimiento            | Sé lo que hicisteis...               | 2008 |
| Premios TP de Oro 2007                                                  | Mejor presentador                                          | Ángel Martín                         | 2008 |
| Premios Zapping 2007                                                    | Mejor programa de entretenimiento                          | Sé lo que hicisteis...               | 2008 |
| Premios Zapping 2007                                                    | Mejor presentador                                          | Ángel Martín                         | 2008 |
| Premios ATV 2007                                                        | Mejor programa de entretenimiento                          | Sé lo que hicisteis...               | 2008 |
| Premios TP de Oro 2008                                                  | Mejor presentadora                                         | Patricia Conde                       | 2009 |
| Premios TP de Oro 2008                                                  | Mejor presentador                                          | Ángel Martín                         | 2009 |
| Premios Zapping 2008                                                    | Mejor programa de entretenimiento                          | Sé lo que hicisteis...               | 2009 |
| Premios Micrófono de Oro 2008                                           | Mejores presentadores                                      | Ángel Martín y Patricia Conde        | 2009 |
| Premios Micrófono de Oro 2008                                           | Mejor programa                                             | Sé lo que hicisteis...               | 2009 |
| Premios Cambio 16 2008                                                  | Prensa, radio y televisión                                 | Sé lo que hicisteis...               | 2009 |
| Premios de la Plataforma por una Televisión de Calidad 2008             | Premio plataforma por una televisión de calidad            | Sé lo que hicisteis...               | 2009 |
| Premio Asociación de Telespectadores Andaluces                          | Por lo mejor de 2008 en pantalla                           | Sé lo que hicisteis...               | 2009 |
| Premios Festival Internacional de TV y Cine Histórico del Reino de León | Mejor programa de entretenimiento                          | Sé lo que hicisteis...               | 2009 |
| Premios TP de Oro 2009                                                  | Mejor programa de espectáculo y entretenimiento            | Sé lo que hicisteis...               | 2010 |
| Premio Kapital                                                          | Mejor programa de crónica social                           | Sé lo que hicisteis...               | 2010 |
| Premios Must!                                                           | Mejor programa de entretenimiento                          | Sé lo que hicisteis...               | 2010 |
| Premio Antena de Plata                                                  | Apartado de televisión                                     | Alberto Casado                       | 2010 |
| Premio Glamour                                                          | Rostro revelación de televisión                            | Berta Collado                        | 2010 |
| Premios Comedia FHM                                                     | Mujer más divertida                                        | Patricia Conde                       | 2011 |
| Premios TP de Oro 2010                                                  | Mejor magacín                                              | Sé lo que hicisteis...               | 2011 |
| Premio Must! Awards 2011                                                | Artista revelación                                         | Cristina Pedroche                    | 2011 |
| Premio Must! Awards 2011                                                | Mejor programa de televisión                               | Sé lo que hicisteis...               | 2011 |
| Premio Glamour                                                          | Rostro revelación de televisión                            | Dani Mateo                           | 2011 |